# Nintendo World Championships
Nintendo World Championships (NWC) es una serie de torneos de videojuegos de competición a nivel nacional, organizada por Nintendo of America. 
El primer Campeonato Mundial de Nintendo fue en 1990, recorriendo 30 ciudades estadounidenses. Se basó en un cartucho de juego personalizado para Nintendo Entertainment System, que históricamente se convertiría en uno de los cartuchos NES más raros y valiosos. El 15 de junio de 2015, se celebró el segundo Campeonato Mundial de Nintendo por su 25.° aniversario, como parte de la cobertura E3 2015 de Nintendo. El tercer Campeonato Mundial de Nintendo se celebró el 7 de octubre de 2017.
En 2014, Nintendo lanzó NES Remix 2, que presenta la remezcla de Nintendo World Championships Remix, que utiliza emulación y tablas de clasificación en línea para incitar la competitividad pública informal.
El 8 de mayo de 2024 se anunció para Nintendo Switch Nintendo World Championships: NES Edition, el cual fue lanzado el dia 18 de julio de ese mismo año.

## 1990
Antes del NWC en 1989 y en 1990, y coincidiendo con el centésimo aniversario de Nintendo, Nintendo comenzó su primera serie anual de competencia de videojuegos a nivel nacional como el Campeonato Nintendo Challenge (NCC) en Canadá. Nintendo asumió la distribución y comercialización total de sus asociados y renombró sus competencias como el Campeonato Mundial de Nintendo. 
El Campeonato Mundial de Nintendo original comenzó del 8 al 11 de marzo de 1990, en el Edificio del Automóvil de Fair Park en Dallas, Texas, y terminó recorriendo 30 ciudades de los Estados Unidos. Los jugadores de tres grupos de edad separados (11 y menos, 12-17 y 18 y más) compitieron durante tres días. Los dos mejores anotadores compitieron por el título de Campeón de la Ciudad. Los finalistas ganaron un trofeo, US$250 y un viaje para dos a las Finales Mundiales en Universal Studios Hollywood en Los Ángeles, California . El subcampeón ganó un Nintendo Power Pad y un Game Boy. 
Las Finales Mundiales se celebraron del 7 al 9 de diciembre de 1990, llevaron a cabo de manera similar a los Campeonatos de la Ciudad y se ubicaron en Universal Studios Hollywood en Los Ángeles, California, dentro del Teatro Star Trek, ahora Shrek 4-D. Allí, los concursantes jugaron un cartucho especial de Nintendo World Championships para Nintendo Entertainment System. El cartucho contiene tres minijuegos personalizados basados en los populares juegos Super Mario Bros., Rad Racer y Tetris. El objetivo es lograr un puntaje alto de acuerdo con una fórmula de puntaje acumulativo personalizado en todos los juegos, dentro de un límite de tiempo total de 6'21".
Se otorgaron tres títulos de campeón mundial de 1990. Jeff Hansen ganó en la categoría -11, Thor Aackerlund ganó en la categoría 12-17 y Robert Whiteman ganó en la categoría +18.
No hubo una ronda oficial de competencia para coronar a un solo ganador. Sin embargo, después de que terminó la competencia hubo un enfrentamiento informal entre los tres ganadores, con Thor Aackerlund en primer lugar, Jeff Hansen en segundo lugar y Robert Whiteman en tercer lugar. 
Los principales ganadores en cada categoría de edad recibieron un bono de ahorro de $ 10,000 en los EE. UU., Un nuevo Geo Metro Convertible de 1990, un televisor de proyección trasera de 40" y un trofeo Mario pintado de oro. Los finalistas en cada categoría de edad recibieron un bono de ahorro de US $ 1,000 y un trofeo de plata de Mario. 
Thor Aackerlund más tarde se convirtió en el portavoz oficial de juegos de Camerica Corporation, un competidor directo de Nintendo, inmediatamente después de ganar el Campeonato Mundial de Nintendo. Jeff Hansen luego se convirtió en el representante de los Estados Unidos en Japón para ganar el título del Campeonato Mundial en Tokio, Japón, y nuevamente en Las Vegas en una revancha con el campeón japonés, Yuichi Suyama. 

### Cartucho
La competencia del Campeonato Mundial de Nintendo se basó en un cartucho NES personalizado con el mismo nombre. 90 copias existen como el cartucho gris oficial, entregado a los finalistas después de la finalización del campeonato. Existen otras 26 copias en oro, como el cartucho de The Legend of Zelda, y fueron entregadas como premios en un concurso separado realizado por la revista Nintendo Power . Ambas versiones tienen un banco expuesto de interruptores DIP que se pueden voltear para establecer la cantidad de tiempo que el jugador tuvo para completar los tres juegos, más cortos y más largos que los 6'21" utilizados en la competencia real. 
El cartucho del juego Nintendo World Championships se considera el cartucho NES más valioso que se haya lanzado y uno de los más raros, ya que a los coleccionistas se les ha pagado más de US$15 000 por copia. y más de US$20000 en el caso del dorado.

## 2015
El 13 de mayo de 2015, Nintendo anunció el regreso de Nintendo World Championships para el 25.° aniversario del evento original, como parte de la cobertura E3 2015 de la compañía. Las competiciones clasificatorias comenzaron el 30 de mayo en ocho ubicaciones de Best Buy en los Estados Unidos. En cada ubicación, los concursantes compitieron por la puntuación más alta en Ultimate NES Remix. Los ganadores de cada una de estas ocho ubicaciones, más ocho jugadores invitados por Nintendo, se convirtieron en los concursantes del último evento.
El video en vivo del evento final del Campeonato se transmitió en línea desde Los Ángeles el 14 de junio de 2015. Los juegos clasificatorios fueron Splatoon (Wii U), The Legend of Zelda (NES), Metroid Prime: Federation Force (3DS), Super Metroid (SNES), Mario Kart 8 (Wii U), Balloon Fight (NES) y Super Smash Bros. para Wii U (Wii U). 
El último concurso consistió en niveles personalizados dentro del inédito Super Mario Maker (Wii U), interpretado por los dos finalistas: John Numbers y el corredor profesional de velocidad Narcissa Wright (entonces conocido como Cosmo Wright). En los primeros dos niveles, los jugadores tenían los ojos vendados alternativamente mientras el otro jugaba. El jugador que completó los niveles más rápido recibiría una ventaja de 5 segundos en el nivel final. En el nivel final, corrieron simultáneamente hasta el final, donde John Numbers ganó el título del campeonato. Gamesradar dijo que Numbers demostró "dominio impulsivo" de los niveles de Super Mario Maker que eran "infernales", "sádicos", "malvados" y "verdaderamente extraños". Shigeru Miyamoto hizo una aparición sorpresa para presentar un trofeo al ganador y un sistema New Nintendo 3DS XL autografiado a cada uno de los dos finalistas.

## 2017
El día 8 de agosto de 2017, Nintendo anunció el regreso de Nintendo World Championships. Las rondas de clasificación se llevaron a cabo de el 19 de agosto de 2017 al 10 de septiembre de 2017 en ubicaciones seleccionadas de Best Buy, en ocho ciudades de Estados Unidos. El campeón de 2015, John Numbers, fue uno de los clasificados de 13 años o más.Ocho competidores invitados fueron programados de antemano para competir contra los dieciséis clasificados, incluidos la luchadora profesional Bayley y el actor Asa Butterfield.
El evento se desarrolló en el Grand Ballroom del Manhattan Center el 7 de octubre de 2017 y se transmitió a través de YouTube, Twitch y en el canal Disney XD.Se utilizó el mismo formato de eliminación directa con un grupo de repechaje de la edición de 2015.
El campeón de esta edición fue Thomas Gonda (Thomas G.), quien derrotó al campeón del 2015 John Numbers.